# 354P/LINEAR
354P/LINEAR – małe ciało Układu Słonecznego przejawiające cechy planetoidy i komety. Przeprowadzone obserwacje wskazały, że to co początkowo wzięto za komę jest w rzeczywistości pozostałością po kolizji z inną planetoidą.
Obiekt ten został odkryty w programie LINEAR 6 stycznia 2010 roku.
Orbita planetoidy ma kształt elipsy o mimośrodzie 0,12. Jej peryhelium znajduje się w odległości 2,0 au, aphelium zaś 2,58 au od Słońca. Jej okres obiegu wokół Słońca wynosi 3,47 roku, nachylenie do ekliptyki to wartość 5,25˚.
Trajektoria tego ciała nie różni się zasadniczo od typowych trajektorii planetoid i obiekt ten przynależy do rodziny planetoidy Flora.
Średnica obiektu jest bardzo mała i wynosi ok. 0,16 km.